# Браун, Коко
Фара «Коко» Браун (англ. Cocoa Brown, род. 9 октября 1972, Ньюпорт-Ньюс, Виргиния) — американская актриса, писательница и комик.

## Ранние годы
Родилась в городе Ньюпорт-Ньюс в США, штат Виргиния. Окончила Университет Виргиния Коммонуэлт, а также имеет степень Магистра Наук, окончив также Университет Финикса.

## Карьера
Коко выступала во многих различных комедийных шоу и снималась в эпизодических ролях популярных сериалов, в 2004 снялась в эпизоде популярной мыльной оперы «Молодые и дерзкие», в 2007 снялась в эпизоде американского телесериала, повествующего о жизни приёмного отделения окружной больницы города Чикаго «Скорая помощь». Затем, с 2011 по 2017 года снималась в постоянной роли Дженнифер в сериале «Хорошо это или плохо», автором которого является Тайлер Перри. В 2016 снялась в 5 эпизодах в роли Жанетт «Королева Би» Харрис в сериале «Американская история преступлений», с 2011 снимается в повторяющейся роли Карлы Прайс в сериале «9-1-1», с 2020 года также снимается в повторяющейся роли Директора Граббс в сериале от Netflix «Я никогда не…».

## Фильмография
| Год     | фильм                       | Роль                 | Заметки                |
| ------- | --------------------------- | -------------------- | ---------------------- |
| 2003 г. | Голубая луна                | МС                   | Короткометражный фильм |
| 2006 г. | Mahoghany Blues             | Лаванса              | Короткометражный фильм |
| 2008 г. | Attitude for Destruction    | сексуальный репортер |                        |
| 2008 г. | Добро пожаловать в Лэйквью! | Бармен               |                        |
| 2008 г. | Американская сказка         | Охранник аэропорта 1 |                        |
| 2009 г. | Robbin' in da Hood          | Мэй Мэй              |                        |
| 2014    | Клуб одиноких мам           | Лития                |                        |
| 2015    | Третий лишний 2             | Джой                 |                        |

## Телевидение
| Год                    | Заголовок                         | Роль                        | Заметки                        |
| ---------------------- | --------------------------------- | --------------------------- | ------------------------------ |
| 2004 г.                | Молодые и дерзкие                 | Женщина № 4                 | 1 серия                        |
| 2004 г.                | Лас Вегас                         | леди за прилавком           | 1 эпизод                       |
| 2007 г.                | Скорая помощь                     | Джуди                       | 1 эпизод                       |
| 2009                   | Во все тяжкие                     | почтальонка                 | Эпизод «Peekaboo»              |
| 2011                   | Две девицы на мели                | Женщина                     | Эпизод: «Пилот»                |
| 2012                   | Остин и Элли                      | Охранник                    | Эпизод: «Рокеры и писатели»    |
| 2011-2017 гг.          | Хорошо это или плохо              | Дженнифер                   | 162 серии                      |
| 2016                   | Американская история преступлений | Жанетт «Королева Би» Харрис | Повторяющаяся роль, 5 серий    |
| 2017                   | Марлон                            | Медсестра Патрис            | Эпизод: «Больничная вечеринка» |
| 2018 — настоящее время | 9-1-1                             | Карла Прайс                 | Повторяющаяся роль             |
| 2020 — настоящее время | Я никогда не…                     | Директор Граббс             | Повторяющаяся роль             |